# Back in Time (песня Huey Lewis and the News)
«Back in Time» (в переводе с англ.  игра слов «Вернуться вовремя» и «Обратно во времени») — сингл 1985 года в исполнении группы Huey Lewis and the News для фильма «Назад в будущее».
В фильме песня звучит дважды: в сцене пробуждения Марти ближе к концу, а также в финальных титрах. Песня практически пересказывает фильм, так или иначе отражая его ключевые события и действующих лиц.

## Интересные факты
- Позже кавер-версия песни стала главной темой мультсериала, снятого по мотивам художественного фильма «Назад в будущее».
- Хотя коммерческий вариант сингла не выпускался, композиция добралась до 3 строчки в чарте Billboard Album Rock Tracks.
- Видеоклип на песню включает рабочие моменты и вырезанные сцены из клипов группы на песни: «I Want a New Drug», «If This Is It», «Heart of Rock & Roll» и «Heart & Soul».
- Так же эта песня была использована в сериале Сверхъестественное (англ. Supernatural), третий сезон одиннадцатая серия.